# Hypnum deflectens
Hypnum deflectens är en bladmossart som beskrevs av Stirton 1910. Hypnum deflectens ingår i släktet flätmossor, och familjen Hypnaceae. Inga underarter finns listade i Catalogue of Life.